# Samuel Galton
Pour les articles homonymes, voir Galton.
Samuel John Galton (18 juin 1753 – 19 juin 1832), est un fabricant d'armes et un membre de la Royal Society et de la Lunar Society.
Le pont Galton Bridge situé à Smethwick et différents lieux à Birmingham sont nommés en son honneur.

## Biographie
Samuel Galton nait à Duddeston (Birmingham) au Royaume-Uni le 18 juin 1753. Il se marie avec Lucy Barclay (1757-1817) avec qui il a huit enfants :
- Mary Anne Galton (1778-1856);
- Sophia Galton (1782-1863);
- Samuel Tertius Galton (1783-1844);
- Theodore Galton (1784-1810);
- Adele Galton (1784-1869) ;
- Hubert John Barclay Galton (1789-1864);
- Ewen Cameron Galton, (1791-1800);
- John Howard Galton (1794-1862).

Galton possède un terrain de 121 hectares à Westhay Moor (Somerset) qu'il irrigue en construisant le Galton's Canal.